# Jalgaon, Ratnagiri
Jalgaon är en ort i Indien.   Den ligger i distriktet Ratnagiri och delstaten Maharashtra, i den sydvästra delen av landet, 1 300 km söder om huvudstaden New Delhi. Jalgaon ligger 177 meter över havet och antalet invånare är 5 822.
Terrängen runt Jalgaon är platt åt sydost, men åt nordväst är den kuperad. Terrängen runt Jalgaon sluttar västerut. Runt Jalgaon är det ganska tätbefolkat, med 230 invånare per kvadratkilometer. Närmaste större samhälle är Murūd, 8,3 km väster om Jalgaon. I omgivningarna runt Jalgaon växer huvudsakligen savannskog.